# Burg (Magdeburgo)
Burg bei Magdeburg é uma cidade da Alemanha, no estado de Saxônia-Anhalt, capital do distrito de Jerichower Land.
A população é estimada em aproximadamente 22.406 habitantes. A cidade se situa a 25 km da capital do estado, Magdeburg.